# Великий Чигір
Великий Чигі́р (рос. Большой Чигирь, чув. Мăн Чăкăр) — присілок у складі Чебоксарського району Чувашії, Росія. Входить до складу Шинерпосинського сільського поселення.
Населення — 204 особи (2010; 175 у 2002).
Національний склад:
- чуваші — 98 %